# Taekwondo nos Jogos Olímpicos de Verão de 2020 - Qualificação
Este artigo detalha a fase de qualificação do taekwondo nos Jogos Olímpicos de Verão de 2020. (As Olimpíadas foram adiadas para 2021 devido à pandemia de COVID-19). A competição nos Jogos terá um total de 128 atletas de taekwondo escolhidos pelos seus CONs. Cada CON pode inscrever um competidor por evento, resultando em um máximo de oito competidores, quatro por gênero.
Cinco vagas serão concedidas aos atletas melhor ranqueados em cada uma das oito categorias de peso (quatro por gênero) através do ranking olímpico da World Taekwondo (WT), enquanto o melhor atleta melhor ranqueado em cada categoria de peso em na classificação de pontos garantirá uma vaga para seu CON pela Série de Grand Slam da WT . Se um CON qualificou o mínimo de dois homens e duas mulheres pelo ranking, não poderá participar do respectivo Torneio Continental de Quallificação, a não ser que abdique das vagas obtidas pelo ranking.
Quatro vagas foram reservadas para o país-sede, Japão, e outros quatro atletas foram convidados pela Comissão Tripartite. As 120 vagas restantes foram alocadas através de um processo de qualificação em que os atletas ganharam a vaga para o seu respectivo CON. 48 atletas do Taekwondo, 24 em cada gênero e os 6 melhores por categoria de peso, estão elegíveis para competir pelo ranking olímpico da WT, enquanto o restante através dos Torneios Continentais de Qualificação.
Se um CON qualificado através de um Torneio de Qualificação abdicar de sua vaga, ela será alocada para a nação do atleta melhor classificado na respectiva categoria de peso daquele torneio, contanto que a adição da vaga não exceda a cota máxima para aquela nação.

## Linha do tempo
| Evento                                | Data                         | Local                 |
| ------------------------------------- | ---------------------------- | --------------------- |
| Ranking olímpico da WT                | 7 de dezembro de 2019        | —                     |
| Série de Grand Slam da WT             | 20 de dezembro de 2019       | —                     |
| Torneio Africano de Qualificação      | 22 e 23 de fevereiro de 2020 | Rabat, Marrocos       |
| Torneio da Oceania de Qualificação    | 29 de fevereiro de 2020      | Gold Coast, Austrália |
| Torneio Pan-Americano de Qualificação | 11 e 12 de março de 2020     | Heredia, Costa Rica   |
| Torneio Europeu de Qualificação       | 7 e 8 de maio de 2021        | Sófia, Bulgária       |
| Torneio Asiático de Qualificação      | 21 e 22 de maio de 2021      | Amman, Jordânia       |

## Sumário de qualificação
A tabela abaixo sumariza o processo de qualificação para o torneio do taekwondo nas Olimpíadas 2020. 58 nações conquistaram pelo menos uma vaga. China e Coreia do Sul foram as nações com mais sucesso, ganhando seis vagas cada, seguindo pelas líderes da Europa, Grã-Bretanha e Turquia com cinco cada uma.
| NOC                                | Masculino | Masculino | Masculino | Masculino | Feminino | Feminino | Feminino | Feminino | Total |
| NOC                                | −58 kg    | −68 kg    | −80 kg    | +80 kg    | −49 kg   | −57 kg   | −67 kg   | +67 kg   | Total |
| ---------------------------------- | --------- | --------- | --------- | --------- | -------- | -------- | -------- | -------- | ----- |
| AFG Afeganistão                    |           |           |           | Yes       |          |          |          |          | 1     |
| GER Alemanha                       |           |           |           | Yes       |          |          |          |          | 1     |
| ARG Argentina                      | Yes       |           |           |           |          |          |          |          | 1     |
| AUS Austrália                      | Yes       |           | Yes       |           |          | Yes      |          | Yes      | 4     |
| AZE Azerbaijão                     |           |           | Yes       |           |          |          | Yes      |          | 2     |
| BEL Bélgica                        |           | Yes       |           |           |          |          |          |          | 1     |
| BIH Bósnia e Herzegovina           |           | Yes       |           |           |          |          |          |          | 1     |
| BRA Brasil                         |           | Yes       | Yes       |           |          |          | Yes      |          | 3     |
| BUR Burquina Fasso                 |           |           | Yes       |           |          |          |          |          | 1     |
| CAN Canadá                         |           |           |           |           |          | Yes      |          |          | 1     |
| KAZ Cazaquistão                    |           |           |           | Yes       |          |          |          | Yes      | 2     |
| CHI Chile                          |           |           |           |           |          | Yes      |          |          | 1     |
| CHN China                          |           | Yes       |           | Yes       | Yes      | Yes      | Yes      | Yes      | 6     |
| COL Colômbia                       | Yes       |           |           |           | Yes      |          |          |          | 2     |
| KOR Coreia do Sul                  | Yes       | Yes       |           | Yes       | Yes      | Yes      |          | Yes      | 6     |
| CIV Costa do Marfim                |           |           | Yes       | Yes       |          |          | Yes      | Yes      | 4     |
| CRO Croácia                        |           |           | Yes       | Yes       | Yes      |          | Yes      |          | 4     |
| CUB Cuba                           |           |           |           | Yes       |          |          |          |          | 1     |
| EGY Egito                          |           | Yes       | Yes       |           | Yes      |          | Yes      |          | 4     |
| SLO Eslovênia                      |           |           |           | Yes       |          |          |          |          | 1     |
| ESP Espanha                        | Yes       | Yes       | Yes       |           | Yes      |          |          |          | 4     |
| USA Estados Unidos                 |           |           |           |           |          | Yes      | Yes      |          | 2     |
| ETH Etiópia                        | Yes       |           |           |           |          |          |          |          | 1     |
| PHI Filipinas                      | Yes       |           |           |           |          |          |          |          | 1     |
| FRA França                         |           |           |           |           |          |          | Yes      | Yes      | 2     |
| GAB Gabão                          |           |           |           | Yes       |          |          |          |          | 1     |
| GBR Grã-Bretanha                   |           | Yes       |           | Yes       |          | Yes      | Yes      | Yes      | 5     |
| GRE Grécia                         |           |           |           |           |          | Yes      |          |          | 1     |
| HAI Haiti                          |           |           |           |           |          |          | Yes      |          | 1     |
| HON Honduras                       |           |           |           |           |          |          |          | Yes      | 1     |
| HUN Hungria                        | Yes       |           |           |           |          |          |          |          | 1     |
| IRI Irã                            | Yes       | Yes       |           |           |          | Yes      |          |          | 3     |
| IRL Irlanda                        | Yes       |           |           |           |          |          |          |          | 1     |
| ISR Israel                         |           |           |           |           | Yes      |          |          |          | 1     |
| ITA Itália                         | Yes       |           | Yes       |           |          |          |          |          | 2     |
| JPN Japão                          | Yes       | Yes       |           |           | Yes      | Yes      |          |          | 4     |
| JOR Jordânia                       |           |           | Yes       |           |          |          | Yes      |          | 2     |
| MLI Mali                           |           | Yes       |           |           |          |          |          |          | 1     |
| MAR Marrocos                       |           |           | Yes       |           | Yes      | Yes      |          |          | 3     |
| MEX México                         |           |           |           | Yes       |          |          |          | Yes      | 2     |
| NIG Níger                          |           |           |           | Yes       |          | Yes      |          |          | 2     |
| NGR Nigéria                        |           |           |           |           |          |          | Yes      |          | 1     |
| NOR Noruega                        |           |           | Yes       |           |          |          |          |          | 1     |
| NZL Nova Zelândia                  |           | Yes       |           |           |          |          |          |          | 1     |
| NED Países Baixos                  |           |           |           |           |          |          |          | Yes      | 1     |
| POL Polônia                        |           |           |           |           |          | Yes      |          | Yes      | 2     |
| PUR Porto Rico                     |           |           |           |           | Yes      |          |          |          | 1     |
| POR Portugal                       | Yes       |           |           |           |          |          |          |          | 1     |
| KEN Quênia                         |           |           |           |           |          |          |          | Yes      | 1     |
| MKD Macedônia do Norte             |           |           |           | Yes       |          |          |          |          | 1     |
| COD República Democrática do Congo |           |           |           |           |          |          | Yes      |          | 1     |
| DOM República Dominicana           |           | Yes       | Yes       |           |          |          |          | Yes      | 3     |
| RUS Rússia                         | Yes       |           | Yes       | Yes       |          | Yes      |          |          | 4     |
| SRB Sérvia                         |           |           |           |           | Yes      |          |          | Yes      | 2     |
| THA Tailândia                      | Yes       |           |           |           | Yes      |          |          |          | 2     |
| TPE Taipé Chinês                   |           | Yes       | Yes       |           | Yes      | Yes      |          |          | 4     |
| ROT Equipe Olímpica de Refugiados  | Yes       |           |           |           | Yes      | Yes      |          |          | 3     |
| TGA Tonga                          |           |           |           | Yes       |          |          | Yes      |          | 2     |
| TUN Tunísia                        | Yes       |           |           |           |          |          |          |          | 1     |
| TUR Turquia                        |           | Yes       |           |           | Yes      | Yes      | Yes      | Yes      | 5     |
| UZB Uzbequistão                    |           | Yes       | Yes       |           |          |          | Yes      | Yes      | 4     |
| VIE Vietnã                         |           |           |           |           | Yes      |          |          |          | 1     |
| Total: 62 CONs                     | 16        | 17        | 16        | 16        | 17       | 17       | 16       | 16       | 131   |

## Eventos masculinos
As vagas são alocadas para o respectivo CON e não para o competidor que conseguiu a vaga no evento de qualificação.

### −58 kg
| Competição                                   | Vagas | Atletas qualificados                                                                                          |
| -------------------------------------------- | ----- | --- |
| Ranking olímpico da WT (em dezembro de 2019) | 6     | KOR Jang Jun ITA Vito Dell'Aquila ESP Jesús Tortosa IRI Armin Hadipour RUS Mikhail Artamonov IRL Jack Woolley |
| Série de Grand Slam da WT                    | 0     | — |
| Torneio Africano de Qualificação             | 2     | ETH Solomon Demse TUN Mohamed Khalil Jendoubi                                                                 |
| Torneio da Oceania de Qualificação           | 1     | AUS Safwan Khalil                                                                                             |
| Torneio Pan-Americano de Qualificação        | 2     | ARG Lucas Guzmán COL Jefferson Ochoa                                                                          |
| Torneio Europeu de Qualificação              | 2     | HUN Omar Salim POR Rui Bragança                                                                               |
| Torneio Asiático de Qualificação             | 2     | PHI Kurt Barbosa THA Ramnarong Sawekwiharee                                                                   |
| País-sede                                    | 1     | JPN Sergio Suzuki                                                                                             |
| Total                                        | 16    | |

### −68 kg
| Competição                                   | Vagas | Atletas qualificados                                                                                       |
| -------------------------------------------- | ----- | --- |
| Ranking olímpico da WT (em dezembro de 2019) | 6     | KOR Lee Dae-hoon GBR Bradly Sinden CHN Zhao Shuai ESP Javier Pérez BEL Jaouad Achab IRI Mirhashem Hosseini |
| Série de Grand Slam da WT                    | 0     | — |
| Torneio Africano de Qualificação             | 2     | EGY Abdelrahman Wael MLI Seydou Fofana                                                                     |
| Torneio da Oceania de Qualificação           | 1     | NZL Tom Burns                                                                                              |
| Torneio Pan-Americano de Qualificação        | 2     | BRA Edival Pontes DOM Bernardo Pié                                                                         |
| Torneio Europeu de Qualificação              | 2     | BIH Nedžad Husić TUR Hakan Reçber                                                                          |
| Torneio Asiático de Qualificação             | 2     | TPE Huang Yu-jen UZB Ulugbek Rashitov                                                                      |
| País-sede                                    | 1     | JPN Ricardo Suzuki                                                                                         |
| Convite especial                             | 1     | ROT Abdullah Sediqi                                                                                        |
| Total                                        | 17    | |

### −80 kg
| Competição                                   | Vagas | Atletas qualificados                                                                                                 |
| -------------------------------------------- | ----- | --- |
| Ranking olímpico da WT (em dezembro de 2019) | 6     | RUS Maksim Khramtsov AZE Milad Beigi CIV Cheick Sallah Cissé UZB Nikita Rafalovich ESP Raúl Martínez CRO Toni Kanaet |
| Série de Grand Slam da WT                    | 0     | — |
| Torneio Africano de Qualificação             | 2     | EGY Seif Eissa MAR Achraf Mahboubi                                                                                   |
| Torneio da Oceania de Qualificação           | 1     | AUS Jack Marton |
| Torneio Pan-Americano de Qualificação        | 2     | BRA Ícaro Miguel Soares DOM Moisés Hernández                                                                         |
| Torneio Europeu de Qualificação              | 2     | ITA Simone Alessio NOR Richard Ordemann                                                                              |
| Torneio Asiático de Qualificação             | 2     | JOR Saleh Al-Sharabaty TPE Liu Wei-ting                                                                              |
| Comissão Tripartite                          | 1     | BUR Faysal Sawadogo                                                                                                  |
| Total                                        | 16    | |

### +80 kg
| Competição                                   | Vagas | Atletas qualificados                                                                                                  |
| -------------------------------------------- | ----- | --- |
| Ranking olímpico da WT (em dezembro de 2019) | 6     | RUS Vladislav Larin KOR In Kyo-don GER Alexander Bachmann NIG Abdoul Razak Issoufou SLO Ivan Trajkovič GBR Mahama Cho |
| Série de Grand Slam da WT                    | 0     | — |
| Torneio Africano de Qualificação             | 2     | CIV Seydou Gbané GAB Anthony Obame                                                                                    |
| Torneio da Oceania de Qualificação           | 1     | TGA Pita Taufatofua                                                                                                   |
| Torneio Pan-Americano de Qualificação        | 2     | CUB Rafael Alba MEX Carlos Sansores                                                                                   |
| Torneio Europeu de Qualificação              | 2     | CRO Ivan Šapina MKD Dejan Georgievski                                                                                 |
| Torneio Asiático de Qualificação             | 2     | CHN Sun Hongyi KAZ Ruslan Zhaparov                                                                                    |
| Comissão Tripartite                          | 1     | AFG Farzad Mansouri                                                                                                   |
| Total                                        | 16    | |

## Eventos femininos
As vagas são alocadas para o respectivo CON e não para a competidora que conseguiu a vaga no evento de qualificação.

### −49 kg
| Competição                                   | Vagas | Atletas qualificadas |
| -------------------------------------------- | ----- | --- |
| Ranking olímpico da WT (em dezembro de 2019) | 6     | THA Panipak Wongpattanakit KOR Sim Jae-young SRB Tijana Bogdanović TUR Rukiye Yıldırım CRO Kristina Tomić CHN Wu Jingyu |
| Série de Grand Slam da WT                    | 0     | — |
| Torneio Africano de Qualificação             | 2     | EGY Nour Abdelsalam MAR Oumaima El-Bouchti                                                                              |
| Torneio da Oceania de Qualificação           | 0     | — |
| Torneio Pan-Americano de Qualificação        | 2     | COL Andrea Ramírez PUR Victoria Stambaugh                                                                               |
| Torneio Europeu de Qualificação              | 2     | ESP Adriana Cerezo ISR Avishag Semberg                                                                                  |
| Torneio Asiático de Qualificação             | 2     | TPE Su Po-ya VIE Trương Thị Kim Tuyến                                                                                   |
| País-sede                                    | 1     | JPN Miyu Yamada |
| Convite especial                             | 1     | ROT Dina Pouryounes |
| Total                                        | 17    | |

- Nenhuma atleta elegível disputou o Torneio da Oceania de Qualificação nesta categoria.

### −57 kg
| Competição                                   | Vagas | Atletas qualificadas                                                                        |
| -------------------------------------------- | ----- | ------------------------------------------------------------------------------------------- |
| Ranking olímpico da WT (em dezembro de 2019) | 5     | GBR Jade Jones KOR Lee Ah-reum RUS Tatiana Kudashova TUR Hatice Kübra İlgün CAN Skylar Park |
| Série de Grand Slam da WT                    | 1     | CHN Zhou Lijun                                                                              |
| Torneio Africano de Qualificação             | 2     | MAR Nada Laaraj NIG Tekiath Ben Yessouf                                                     |
| Torneio da Oceania de Qualificação           | 1     | AUS Stacey Hymer                                                                            |
| Torneio Pan-Americano de Qualificação        | 2     | CHI Fernanda Aguirre USA Anastasija Zolotic                                                 |
| Torneio Europeu de Qualificação              | 2     | GRE Fani Tzeli POL Patrycja Adamkiewicz                                                     |
| Torneio Asiático de Qualificação             | 2     | IRI Nahid Kiani TPE Lo Chia-ling                                                            |
| País-sede                                    | 1     | JPN Mayu Hamada                                                                             |
| Convite especial                             | 1     | ROT Kimia Alizadeh                                                                          |
| Total                                        | 17    |                                                                                             |

### −67 kg
| Competição                                   | Vagas | Atletas qualificadas                                                                     |
| -------------------------------------------- | ----- | ---------------------------------------------------------------------------------------- |
| Ranking olímpico da WT (em dezembro de 2019) | 6     | CIV Ruth Gbagbi CRO Matea Jelić GBR Lauren Williams CHN Zhang Mengyu USA Paige McPherson |
| Série de Grand Slam da WT                    | 0     | —                                                                                        |
| Torneio Africano de Qualificação             | 2     | EGY Hedaya Malak NGR Elizabeth Anyanacho                                                 |
| Torneio da Oceania de Qualificação           | 1     | TGA Malia Paseka                                                                         |
| Torneio Pan-Americano de Qualificação        | 2     | BRA Milena Titoneli HAI Aliyah Shipman                                                   |
| Torneio Europeu de Qualificação              | 2     | AZE Farida Azizova FRA Magda Wiet-Hénin                                                  |
| Torneio Asiático de Qualificação             | 2     | JOR Julyana Al-Sadeq UZB Nigora Tursunkulova                                             |
| Comissão Tripartite                          | 1     | COD Naomi Katoka                                                                         |
| Total                                        | 16    |                                                                                          |

### +67 kg
| Competição                                   | Vagas | Atletas qualificadas                                                                                        |
| -------------------------------------------- | ----- | --- |
| Ranking olímpico da WT (em dezembro de 2019) | 6     | GBR Bianca Walkden CHN Zheng Shuyin KOR Lee Da-bin SRB Milica Mandić TUR Nafia Kuş POL Aleksandra Kowalczuk |
| Série de Grand Slam da WT                    | 0     | — |
| Torneio Africano de Qualificação             | 2     | CIV Aminata Traoré KEN Faith Ogallo                                                                         |
| Torneio da Oceania de Qualificação           | 1     | AUS Reba Stewart                                                                                            |
| Torneio Pan-Americano de Qualificação        | 2     | DOM Katherine Rodríguez MEX Briseida Acosta                                                                 |
| Torneio Europeu de Qualificação              | 2     | FRA Althéa Laurin NED Reshmie Oogink                                                                        |
| Torneio Asiático de Qualificação             | 2     | KAZ Cansel Deniz UZB Svetlana Osipova                                                                       |
| Comissão Tripartite                          | 1     | HON Keyla Ávila                                                                                             |
| Total                                        | 16    | |